# Blue and Red
Blue and Red ist ein Lied der slowenischen Sängerin ManuElla. Sie vertrat mit diesem Lied Slowenien beim Eurovision Song Contest 2016 im schwedischen Stockholm.

## Hintergrund und Veröffentlichung
Das Lied wurde von Marjan Hvala, Leon Oblak und der Sängerin selbst geschrieben und am 27. Februar 2016 veröffentlicht. Am 11. Februar 2016 wurde bekanntgegeben, dass ManuElla mit dem Lied Blue and Red am slowenischen Vorentscheid für den Eurovision Song Contest 2016 teilnehmen wird. Am 27. Februar 2016 fand das Finale der Show statt, das die Sängerin gewinnen konnte. Nach Gewinn des Vorentscheides vertrat ManuElla mit Blue and Red Slowenien beim Eurovision Song Contest 2016.

## Inhalt
In einem Interview sagte die Sängerin, in dem Lied gehe es um die verschiedenen Momente in einer Beziehung. Dabei stehe die blaue Farbe für die schlechten Momente und Probleme in einer Beziehung und die Farbe Rot für alle glücklichen Momente und die Liebe. Die Botschaft des Songs ist laut ManuElla, dass beide Farben zu jeder Beziehung dazugehören, man jedoch nicht zu sehr wegen der blauen Momente trauern, sondern eher die kostbaren roten Momente genießen sollte.